# Gantrisch
Gantrisch är ett berg i Schweiz.   Det ligger i distriktet Bern-Mittelland och kantonen Bern, i den centrala delen av landet, 27 km söder om huvudstaden Bern. Toppen på Gantrisch är 2 175 meter över havet, eller 390 meter över den omgivande terrängen. Bredden vid basen är 11,3 km.
Terrängen runt Gantrisch är kuperad åt nordväst, men åt sydost är den bergig. Runt Gantrisch är det ganska glesbefolkat, med 22 invånare per kvadratkilometer.. Närmaste större samhälle är Thun, 14,0 km öster om Gantrisch. 
Omgivningarna runt Gantrisch är en mosaik av jordbruksmark och naturlig växtlighet.